# Veckring
Veckring là một xã trong vùng Grand Est, thuộc tỉnh Moselle, quận Thionville-Est, tổng Metzervisse. Tọa độ địa lý của xã là 49° 20' vĩ độ bắc, 06° 22' kinh độ đông. Veckring nằm trên độ cao trung bình là 300 mét trên mực nước biển, có điểm thấp nhất là 185 mét và điểm cao nhất là 349 mét. Xã có diện tích 6,65 km², dân số vào thời điểm 1999 là 687 người; mật độ dân số là 103 người/km². Veckring nằm khoảng 16 km về phía đông của Thionville.

## Thông tin nhân khẩu
| 1962 | 1968 | 1975 | 1982 | 1990 | 1999 |
| ---- | ---- | ---- | ---- | ---- | ---- |
| 620  | 733  | 702  | 644  | 688  | 687  |